# نادي غرين كروس
كلوب أتلتيكو غرين كروس (بالإسبانية: Club Atlético Green Cross) هو نادي كرة قدم مقره في مانتا ، الإكوادور ، تأسس في 12 يناير 1961.